# Uromyces montanus
Uromyces montanus ist eine Ständerpilzart aus der Ordnung der Rostpilze (Pucciniales). Der Pilz ist ein Endoparasit von Lupinen. Symptome des Befalls durch die Art sind Rostflecken und Pusteln auf den Blattoberflächen der Wirtspflanzen. Sie ist in Mittelamerika verbreitet.

## Merkmale

### Makroskopische Merkmale
Uromyces montanus ist mit bloßem Auge nur anhand der auf der Oberfläche des Wirtes hervortretenden Sporenlager zu erkennen. Sie wachsen in Nestern, die als gelbliche bis braune Flecken und Pusteln auf den Blattoberflächen erscheinen.

### Mikroskopische Merkmale
Das Myzel von Uromyces montanus wächst wie bei allen Uromyces-Arten interzellulär und bildet Saugfäden, die in das Speichergewebe des Wirtes wachsen. Die Spermogonien der Art wachsen in kleinen Gruppen unterseitig auf den Wirtsblättern. Die blattunterseitig wachsenden Aecien der Art sind kurz und hell gelblich, sie stehen in kleinen Gruppen. Ihre gelblichen Aeciosporen sind 30–38 × 20–26 µm groß, breitellipsoid bis ellipsoid und warzig. Uredien werden von der Art nicht ausgebildet. Die blattunterseitig in Gruppen wachsenden Telien der Art sind zimtbraun, kompakt und unbedeckt. Die hell goldbraunen Teliosporen sind einzellig, in der Regel langellipsoid bis ellipsoid, warzig und meist 29–40 × 17–22 µm groß. Ihre Stiele sind hyalin und bis zu 65 µm lang.

## Verbreitung
Das bekannte Verbreitungsgebiet von Uromyces montanus reicht vom südlichen Mexiko bis nach Costa Rica und Guatemala.

## Ökologie
Die Wirtspflanzen von Uromyces montanus sind verschiedene Lupinenarten (Lupinus spp.). Der Pilz ernährt sich von den im Speichergewebe der Pflanzen vorhandenen Nährstoffen, seine Sporenlager brechen später durch die Blattoberfläche und setzen Sporen frei. Die Art durchläuft einen wahrscheinlich mikrozyklischen Entwicklungszyklus mit Spermogonien, Aecien und Telien und macht keinen Wirtswechsel durch.